# José Ramón Alexanko
José Ramón Alexanko Ventosa, mais conhecido como Cuca (Barakaldo, 19 de maio de 1956) é um ex-futebolista espanhol que atuava como zagueiro.

## Trajetória
Atuou durante 16 anos na Primeira divisão do Campeonato Espanhol de Futebol entre 1976 e 1993, sendo considerado um dos melhores líberos do futebol espanhol.
Formado no CD Villosa de Llodio, aos 16 anos assinou com o Athletic Club de Bilbao. Jogou uma temporada da segunda divisão emprestado ao Alavés, antes de voltar ao Bilbao. Com esse time estreou na primeira divisão espanhola em 12 de dezembro de 1976 no jogo Bilbao 5-2 RCD Espanyol.
Depois de quatro anos defendendo as cores do Bilbao, em 1980 assinou com o FC Barcelona, equipe na qual passou 13 temporadas no futebol até se aposentar como jogador. No Barcelona ganhou 17 títulos, entre os quais se destacam quatro do campeonatos nacionais e uma Copa da Europa, em que teve a honra de ser o jogador que recebeu o troféu do presidente da UEFA . Também ganhou 4 Copas de Rei, sendo decisivo em 1988, quando marcou o gol da vitória sobre o Real Sociedad por 1-0 na final, ganhou 3 Supercopas da Espanha , duas Copas da Liga , uma Supercopa Europeia e 2 Recopas Europeias.
Depois, se aposentou como jogador e passou a integrar a comissão técnica do FC Barcelona. Mais tarde, ele treinou o FC Universitatea Craiova e o FC National Bucuresti . Em julho de 2005 ele foi nomeado diretor de futebol do Barcelona, onde esteve até a saída do presidente Joan Laporta , em julho de 2010.
Em 1988 ele foi acusado de estuprar uma garçonete em um hotel em Papendal , na concentração do FC Barcelona na Holanda. Foi posteriormente absolvido por falta de provas.

## Seleção Nacional
Atuou pela Seleção Espanhola de Futebol em 34 ocasiões. Sua estreia foi em 15 de novembro de 1978 no jogo Espanha 1-0 Roménia.
| Mundial                    | Sede    | Resultado    |
| -------------------------- | ------- | ------------ |
| Copa do Mundo FIFA de 1982 | Espanha | Segunda fase |

## Clubes

### Como jogador
| Club                    | País   | Año                 |
| ----------------------- | ------ | ------------------- |
| Deportivo Alavés        | España | 1976 6 meses        |
| Athletic Club de Bilbao | España | 1976 - 1980 4 anos  |
| FC Barcelona            | España | 1980 - 1993 13 anos |

### Como Treinador
- FC Universitatea Craiova - (Romênia)
- FC National Bucuresti - (Romênia)

## Títulos

### Nacionais
- Campeonato Espanhol de Futebol (Barcelona, 1985, 1991, 1992 e 1993)
- Copas do Rei (Barcelona, 1981, 1983, 1988 e 1990)
- Supercopas de Espanha (Barcelona, 1983, 1991 e 1992)
- Copa da Espanha (Barcelona, 1983 e 1986)

### Internacionais
- Copa da Europa (Barcelona, 1992)
- Recopas (Barcelona, 1982 e 1989)
- Supercopa da Europa (Barcelona, 1992)